# Thierry Merlos
Pas d'image ? Cliquez ici

a Compétitions nationales et continentales officielles uniquement.

Thierry Merlos, né le 18 septembre 1956 à Lavelanet, est un ancien joueur de rugby à XV, qui a joué avec le Stade lavelanétien et le Stade toulousain.

## Biographie
Il est un trois-quarts centre qui a des « jambes de feu » et une technique impeccable.
Régulièrement titulaire au centre au Stade toulousain jusqu'en 1983, il joue moins après l'avènement de la paire composée de Denis Charvet et de Éric Bonneval. C'est ainsi sur le banc qu'il vit le titre de champion de France en 1985, après avoir perdu une finale en 1980 en tant que titulaire.
Après une saison au RC Narbonne où il retrouve une place de titulaire, il termine sa carrière sous les couleurs de Blagnac.
Devenu entraineur dans ce même club aux côtés de Jean-Marie Barsalou, il rejoint le Castres olympique qu'il emmène en finale du championnat 1995 perdue contre le Stade toulousain (16-31).
Malgré cette dernière finale et une qualification pour la première coupe d'Europe de rugby, le duo Barsalou-Merlos est évincé au profit de Christian Déléris, l'ancien entraîneur de Colomiers. Thierry Merlos, toujours salarié du CO, regoûte aux pros en 1996, cette fois en tant qu'adjoint chargé des lignes arrières sous les ordres de Christian Gajan. Le duo ne sera pas reconduit en 1998 malgré une finale de Bouclier européen la saison précédente.

## Carrière de joueur

### Barbarians
- Barbarians français :
  - Le 15 mai 1981, il joue le deuxième match de l'histoire des Barbarians français contre Crawshay's à Clermont-Ferrand. Les Baa-Baas l'emportent 34 à 4[2].
  - Le 7 novembre 1981, il est sélectionné dans l'équipe des Barbarians français qui respecte ainsi la tradition britannique de sélectionner au moins un joueur non international. En effet il est jugé trop léger pour occuper un poste de centre en équipe de France. Alors on le sélectionne avec les Barbarians pour affronter les All Blacks de Nouvelle-Zélande à Bayonne. Il va marquer un essai en réponse à ses détracteurs. Les Baa-Baas s'inclinent 18 à 28[3].
  - Le 11 novembre 1982, il joue une troisième fois avec les Barbarians français contre l'Argentine à Dax. Les Baa-Baas s'inclinent 8 à 22[4].

## Carrière d'entraineur
- 1990-1991 : Blagnac SCR
- 1994-1995 : Castres olympique
- 1996-1998 : Castres olympique (Entraîneur adjoint)
- 1998-2001 : SC Saint Girons
- 2008-20.. : SC Saint Girons (Entraineur principal)

## Palmarès de joueur

### Club
Avec le Stade toulousain
- Championnat de France de première division :
  - Champion (1) : 1985
  - Vice-champion (1) : 1980
- Coupe de France :
  - Vainqueur (1) : 1984